# Godspell (película)
Godspell (título completo es Godspell: Un Musical Basado en el Evangelio según San Mateo), es una película musical lanzada en 1973. La cinta es una adaptación del musical Off-Broadway de 1971 titulado también Godspell, el cual se inspira en el Evangelio de Mateo. Este musical fue creado por John-Michael Tebelak, con la música y letra a cargo de Stephen Schwartz. La dirección de la película estuvo a cargo de David Greene y cuenta con la participación estelar de Victor Garber en su debut cinematográfico como Jesús, y David Haskell interpretando a Judas/Juan el Bautista. La trama se desarrolla en la ciudad de Nueva York contemporánea. Aunque Tebelak recibió créditos como coguionista y desempeñó un papel como consultor creativo, el director David Greene afirmó que Tebelak no participó en la escritura del guion.

## Trama
En su mayor parte, la estructura del musical se mantiene intacta: una sucesión de parábolas del Evangelio de Mateo entrelazadas con números musicales. Numerosas escenas se desarrollan en lugares reconocibles alrededor de una ciudad de Nueva York desierta y apacible, donde Juan el Bautista convoca a un variado grupo de jóvenes discípulos para que sigan y aprendan de las enseñanzas de Jesús. Posteriormente, estos discípulos forman un conjunto de actuación ambulante que representa las parábolas de Jesús en las calles de Nueva York, a menudo incorporando elementos del truco del vodevil.

## Elenco
- Victor Garber como Jesucristo
- Katie Hanley como Katie, una camarera
- David Haskell como Juan el Bautista y Judas Iscariote
- Merrell Jackson como Merrell, un comerciante de ropa.
- Joanne Jonas como Joanne, una bailarina de ballet.
- Robin Lamont como Robin, un comprador de escaparates
- Gilmer McCormick como Gilmer, un modelo
- Jeffrey Mylett como Jeffrey, un taxista
- Jerry Sroka como Jerry, un asistente de estacionamiento
- Lynne Thigpen como Lynne, una estudiante universitaria .

Garber, Haskell, Jonas, Lamont, McCormick y Mylett habían participado en una o más de las producciones originales de Carnegie Mellon en 1970 o en las primeras presentaciones comerciales: ya sea en Off-Broadway en 1971, en Melbourne en 1971 o en Toronto en 1972.

## Números musicales
1. "Prepare Ye the Way of the Lord" - John the Baptist
2. "Save the People" - Jesus
3. "Day by Day" - Robin Lamont
4. "Turn Back, O Man" - Joanne Jonas
5. "Bless the Lord" - Lynne Thigpen
6. "All for the Best" - Jesus, Judas
7. "All Good Gifts" - Merrell Jackson
8. "Light of the World" - Jerry, Gilmer, Jeffrey, Robin
9. "Alas for You" - Jesus (Tebelak voices the Pharisee Monster)
10. "By My Side" - Katie
11. "Beautiful City" - Company
12. "Beautiful City" (Instrumental Reprise)
13. "On the Willows"
14. "Finale" - Jesus
15. "Day by Day" (Reprise) - Company

## Diferencias con el musical
La canción "Beautiful City" fue escrita y presentada por primera vez en la película, mientras que las canciones "Learn Your Lessons Well" y "We Beseech Thee" fueron excluidas. La melodía de "Learn Your Lessons Well" se utiliza de manera breve en una de las primeras escenas de la película y vuelve a aparecer como música incidental. Por otro lado, fragmentos de "Learn Your Lessons Well" y "We Beseech Thee" se escuchan en la escena que tiene lugar dentro del Cherry Lane Theatre, cuando Jesús toca esas melodías en el piano durante la narración de la historia del Hijo Pródigo.
Aunque la obra demanda un vestuario escénico mínimo, la película destaca mediante tomas dramáticas de diversas locaciones en Manhattan. Con la excepción de las escenas iniciales y la conclusión, las calles y parques de la ciudad aparecen sin la presencia de personas, a excepción del elenco. Las locaciones abarcaban lo siguiente:
- El Puente de Brooklyn, donde Juan el Bautista camina por la pasarela peatonal mientras tararea "Preparad el camino del Señor" en la secuencia inicial;
- la Fuente Bethesda en Central Park, en la que los nuevos discípulos son bautizados por John mientras cantan "Prepare Ye";
- The Andrew Carnegie Mansion, en la que cantan "Turn Back, O Man";
- Times Square, donde Jesús y Juan aparecen recortados por una pantalla de luces mientras bailan "All For the Best";
- La fuente central del Lincoln Center, donde Jesús y Judas bailan en el borde de piedra de la fuente mientras cantan "All for the Best";
- La cima de la Torre Norte del World Trade Center, que estaba casi terminada en el momento de la producción de la película;
- El Monumento a los Soldados y Marineros en Riverside Drive ;
- Una vista aérea de la Quinta Avenida desde arriba y detrás de la Catedral de San Patricio, contemplando el edificio Tishman durante "Beautiful City";
- El exterior y el interior del Cherry Lane Theatre – donde la primera versión musical de Godspell comenzó su presentación fuera de Broadway el año anterior al rodaje de la película – donde se cuenta la historia de The Prodigal Son .
- Los largos accesos al puente Hell Gate en Randall's Island, donde los discípulos se ponen sus coloridas ropas después del bautismo cerca del comienzo de la película, y donde llevan el cuerpo de Jesús a través de los arcos, creando un efecto de catedral con bóveda de cañón, después de su Crucifixión en una valla metálica .

Desde el punto de vista vocal, el coro mantiene el mismo estilo, pero las partes solistas son ocasionalmente más líricas. Específicamente en "All Good Gifts", donde Lamar Alford previamente había empleado un tono de tenor dramático, Merrell Jackson utiliza una voz más ligera y falsete para los adornos altos, generando un efecto alegre.
En lo que respecta a la banda, se contrató a los cuatro músicos de la producción teatral original y del álbum del elenco para participar en la grabación de la película. Estos músicos incluían a Steve Reinhardt en teclados, Jesse Cutler en guitarra acústica y solista, y bajo, Richard LaBonte en guitarra rítmica y bajo, y Ricky Shutter en batería y percusión. El crítico William Ruhlmann explica que, al contar con un presupuesto más amplio que el disponible para la producción teatral, Schwartz pudo expandir la formación añadiendo personal clave de estudio, como el guitarrista principal Hugh McCracken (en "Prepare Ye (The Way of the Lord)"), el teclista Paul Shaffer, el bajista Steve Manes, una sección de vientos y seis cuerdas.
Ruhlmann caracteriza a Schwartz como "más hábil para captar las tendencias pop de la partitura que en el álbum del elenco... Aunque esta versión era menos completa en términos de partitura, la ejecución y producción mejoradas la convierten en un caso excepcional en el que el álbum de la banda sonora supera al álbum del elenco original".

## Recepción
La cinta fue seleccionada para participar en el Festival Internacional de Cine de Cannes de 1973.
En 1973, Godspell fue elogiada en su mayoría por la crítica. En Rotten Tomatoes, la película cuenta con un índice de aprobación del 67%, basado en las reseñas de 15 críticos.
En 2006, el American Film Institute reconoció la película como nominada en la categoría "AFI's 100 años... 100 inspiraciones".